# Blendo Games
Blendo Games es una empresa estadounidense independiente de desarrollo de videojuegos con sede en Culver City, California. Fue fundada por Brendon Chung en 2010 y es principalmente un esfuerzo de una sola persona. Blendo Games ganó mayor exposición con el título independiente de formato corto Gravity Bone ; los juegos siguientes Flotilla y Atom Zombie Smasher fueron recibidos con elogios de la crítica. El estudio también ha lanzado varios otros juegos de varios géneros.

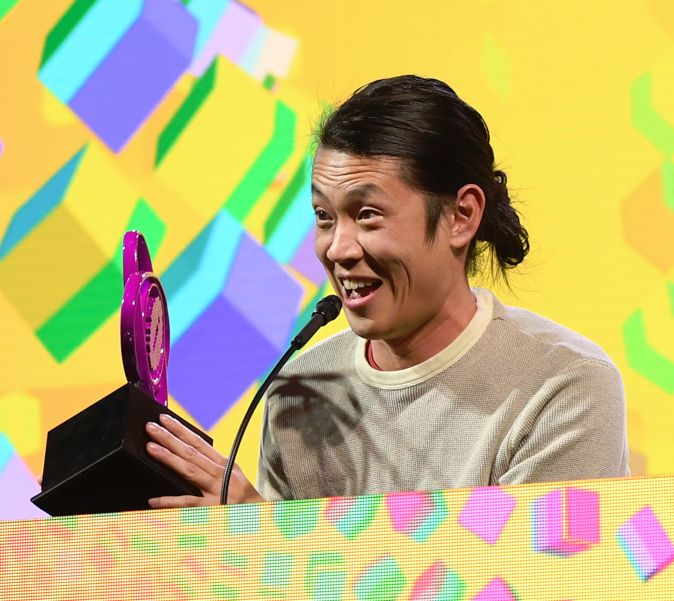
Brendon Chung en los premios Game Developers Choice Awards de 2017

Chung había trabajado como programador aficionado, como modding para juegos como Quake 2 y Half-Life, durante aproximadamente una década antes de ser contratado como diseñador en Pandemic Studios. Mientras estuvo allí, trabajó en El Señor de los Anillos: Conquista y Full Spectrum Warrior: Ten Hammers, aunque continuó trabajando en proyectos personales, incluida una serie episódica de Ciudadano Abel que jugaba con la mecánica tradicional de los juegos de disparos en primera persona. Chung consideró que su primer juego lanzado oficialmente fue el juego de espionaje Gravity Bone en 2008.  En noviembre de 2009, Electronic Arts cerró Pandemic Studios y Chung comenzó a desarrollar Flotilla, un juego de combate espacial que se inspira en un proyecto personal abandonado en el que Chung había trabajado anteriormente. Flotilla se estrenó en 2010.
Más tarde, ese mismo año, Blendo Games lanzó Air Forte, un juego de entretenimiento educativo en el que el jugador indica su conocimiento sobre matemáticas, geografía y vocabulario al volar un avión en respuesta a indicaciones. En 2011, Chung lanzó el juego de estrategia en tiempo real Atom Zombie Smasher, que recibió elogios de la crítica de varios medios y se presentó en la Penny Arcade Expo de 2011, además de ser parte de la tercera campaña benéfica Humble Indie Bundle.
Una secuela de Gravity Bone, Thirty Flights of Loving, se desarrolló para apoyar un proyecto de Kickstarter para el podcast Idle Thumbs y se lanzó en 2012. Después de Thirty Flights of Loving, Chung comenzó lo que se convertiría en más de cuatro años de desarrollo en Quadrilateral Cowboy, que se lanzó en 2016. Flotilla 2, una secuela de realidad virtual de Flotilla, se lanzó en agosto de 2018. En octubre de 2018, se reveló que un nuevo proyecto titulado Skin Deep estaba en desarrollo en Blendo Games, aunque aún no se anunció ninguna fecha de lanzamiento. Blendo Games anunció más tarde en abril de 2021 que Skin Deep se publicaría a través de Annapurna Interactive.
Blendo Games sigue siendo un estudio unipersonal, aunque según un artículo de 2016 en Gamasutra, Chung pasa algún tiempo trabajando en un espacio de oficina compartido llamado Glitch City.. También ha colaborado directamente con varias personas en varios proyectos. La banda sonora de Thirty Flights of Loving fue compuesta por Chris Remo, y el diseño de Quadrilateral Cowboy fue un esfuerzo conjunto entre Chung y Tynan Wales. Los puertos Mac y Linux de Quadrilateral Cowboy fueron realizados por Aaron Melcher, y el libro de arte del juego fue portado a esas mismas plataformas por Ethan Lee. Chung también ha indicado que recibe ayuda de sus amigos y familiares para realizar pruebas de juego.

## Barista
Barista es una serie de cuatro juegos en primera persona para Microsoft Windows de Brendon Chung. En todos los juegos el personaje del jugador se despierta.
El primer juego es una modificación de Doom II: Hell on Earth . En una entrevista, Chung declaró que sus inspiraciones para el primer juego incluyeron la Biblia de Doom y Marathon de Bungie.
Chung ha indicado que el segundo juego fue un proyecto de estudio independiente desarrollado mientras estaba en la universidad. Se centra en un piloto de nave espacial sin nombre y presenta una trama inconexa. Hay varios personajes destacados, incluida una calavera parlante y una mujer no identificada. El cráneo menciona a una persona llamada Hannah, aunque cuando un entrevistador sugirió que la mujer no identificada era Hannah, Chung dijo "ella no es Hanna. Nunca conoces a Hanna". 
El tercer juego es una modificación de Doom 3.  Chung ha indicado que desarrolló el juego para poder aprender las limitaciones del motor Id Tech 4 antes de usarlo en un proyecto más grande.
| Año           | Título                   | Plataforma(s)                      | Editor                |
| ------------- | ------------------------ | ---------------------------------- | --------------------- |
| 2008          | Gravity Bone             | Windows                            | Blendo Games          |
| 2010          | Flotilla                 | Xbox 360, Windows                  | Blendo Games          |
| 2010          | Air Forte                | Xbox 360, Windows, Linux y macOS   | Blendo Games          |
| 2011          | Atom Zombie Smasher      | Windows, Linux, macOS              | Blendo Games          |
| 2012          | thirty Flights Of Loving | Windows, Linux, macOS              | Blendo Games          |
| 2016          | Quadrilateral CowBoy     | Windows, Linux, macOS              | Blendo Games          |
| 2018          | Flotilla 2               | Windows ( HTC Vive / Oculus Rift ) | Blendo Games          |
| Por confirmar | Skin Deep                | Windows                            | Annapurna Interactive |